# Orosz István (fordító)
Orosz István (Budapest, 1950. november 25. – Budapest, 2012. április 29.) magyar–orosz szakos tanár, esszéista, kritikus, fordító, ellenzéki aktivista.

## Életpályája
Középiskolai tanulmányait a kispesti Landler Jenő Gimnáziumban végezte. 1970–1976 között az Eötvös Loránd Tudományegyetem Bölcsészettudományi Karnak hallgatója volt. 1976–1985 között szabadfoglalkozású fordító volt (Mihail Mihajlovics Bahtyin, Martin Heidegger, Leszek Kolakowski). 1979–1983 között a Mozgó Világ külső munkatársaként dolgozott. 1981–1985 között feleségével, Békés Erzsébettel a szamizdat Beszélő alapító nyomdásza volt. 1985–1986 között az Exeteri Egyetem diákja, valamint a BBC külső munkatársa és a Nyitott Társadalom Alapítvány ösztöndíjasa volt. 1986-ban bevonták útlevelét. 1987-ben az Angol Figyelő szerkesztőjeként tevékenykedett. 1988-tól Angliában élt, a BBC-nek és a Digital-nak dolgozott. 1991–1992 között a londoni Kingston College tanulója volt. 1993–1994 között a Beszélő londoni tudósítója volt. 2005-től az Élőlánc Magyarországért elnökségi tagja volt. Az Eötvös Loránd Tudományegyetem Angol Tanszékén vendégtanár, 2006 óta egyetemi tanár volt.

## Családja
Szülei: Orosz István és Bene Eszter (1923-1983). 1973-1994 között Békés Erzsébet volt a felesége. Egy lányuk született; Ágnes (1978).

## Művei
- Száműzetésben (interjúk, 1987)
- A Westminster-modell (tanulmányok, 1993)
- Csalagút (Ardó Zsuzsannával, 1995)
- A "magyar kérdés". Polgárok és alattvalók (előszó Vajda Mihály, esszék, 1996)
- A szellem helye (2001)
- Dokumentumtörténet; Hatodik Síp Alapítvány–Új Mandátum, Bp., 2004
- Egy szem eper. Történetdokumentum; Napkút, Bp., 2010